# Готтлоб
Готтлоб (рум. Gottlob) — село у повіті Тіміш в Румунії. Входить до складу комуни Готтлоб.
Село розташоване на відстані 453 км на північний захід від Бухареста, 44 км на північний захід від Тімішоари.

## Населення
За даними перепису населення 2002 року у селі проживала 1941 особа.
Національний склад населення села:
| Національність | Кількість осіб | Відсоток |
| -------------- | -------------- | -------- |
| румуни         | 1592           | 82,0%    |
| німці          | 158            | 8,1%     |
| цигани         | 119            | 6,1%     |
| угорці         | 32             | 1,6%     |
| українці       | 15             | 0,8%     |
| болгари        | 11             | 0,6%     |
| словаки        | 8              | 0,4%     |

Рідною мовою назвали:
| Мова       | Кількість осіб | Відсоток |
| ---------- | -------------- | -------- |
| румунська  | 1677           | 86,4%    |
| німецька   | 132            | 6,8%     |
| циганська  | 74             | 3,8%     |
| угорська   | 26             | 1,3%     |
| українська | 15             | 0,8%     |
| болгарська | 8              | 0,4%     |